# Я буду рядом (фильм, 2012)
«Я буду рядом» — российско-украинский драматический фильм 2012 года режиссёра Павла Руминова. Фильм был представлен в конкурсе полнометражных фильмов 23-го кинофестиваля «Кинотавр», где получил главный приз фестиваля.

## Сюжет
Инна — менеджер в ресторане. Для неё самый важный человек на свете — 6-летний сын Митя, которого Инна воспитывает одна. Между матерью и ребёнком сложились трогательные и заботливые отношения, они во всём поддерживают друг друга.

Кадр из фильма

Инна узнаёт, что неизлечимо больна онкологическим заболеванием мозга и жить ей осталось совсем немного времени. Теперь для матери главное — успеть найти маленькому Мите новых родителей, мать и отца, иначе ребёнок скоро останется совсем одиноким сиротой. Инна долго занимается поисками и наконец находит бездетную пару, которая приходится ей по душе.
Инна остаётся жить одна в своей квартире, три раза в неделю её навещает волонтёр из хосписа, а Митю официально передаёт новым родителям…

## В ролях
- Мария Шалаева — Инна
- Роман Зенчук — Митя, сын Инны
- Мария Сёмкина — Ольга, приёмная мать
- Иван Волков — Сергей, приёмный отец
- Михаил Крылов — Борис, отец Мити
- Елена Морозова — Юля, подруга Инны
- Алиса Хазанова — волонтёр из хосписа
- Лев Бураков
- Андрей Голанов
- Владимир Котов
- Валерий Караваев
- Екатерина Щеглова
- Анастасия Волконских
- Екатерина Никитина
- Евгений Аксенов
- Ева Данилова
- Даниил Исаков
- Анастасия Захарова

## Награды и номинации
- 2012 — Главный приз 23-го Открытого российского кинофестиваля «Кинотавр» в Сочи[1].
- 2012 — премия кинокритики и кинопрессы «Белый слон» за лучшую главную женскую роль — Марии Шалаевой[2].
- 2013 — номинация на премию «Ника» за Лучшую женскую роль — Мария Шалаева.
- 2013 — Фестиваль русского кино в Тунисе — приз за лучший игровой полнометражный фильм[3].